# 馬里烏斯·林德維克

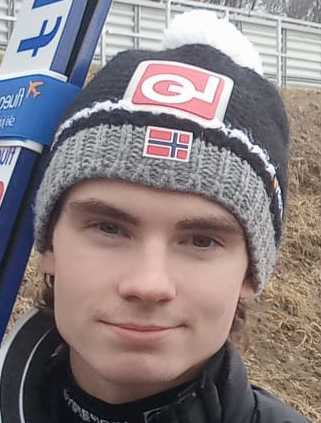
马里乌斯·林德维克，2020年

馬里烏斯·林德維克（挪威語：Marius Lindvik，1998年6月27日—），挪威跳台滑雪運動員，他代表挪威隊參加了中國舉行的2022年冬季奧林匹克運動會，並且在男子個人高跳台比賽上獲得金牌。